# Franz Klühs

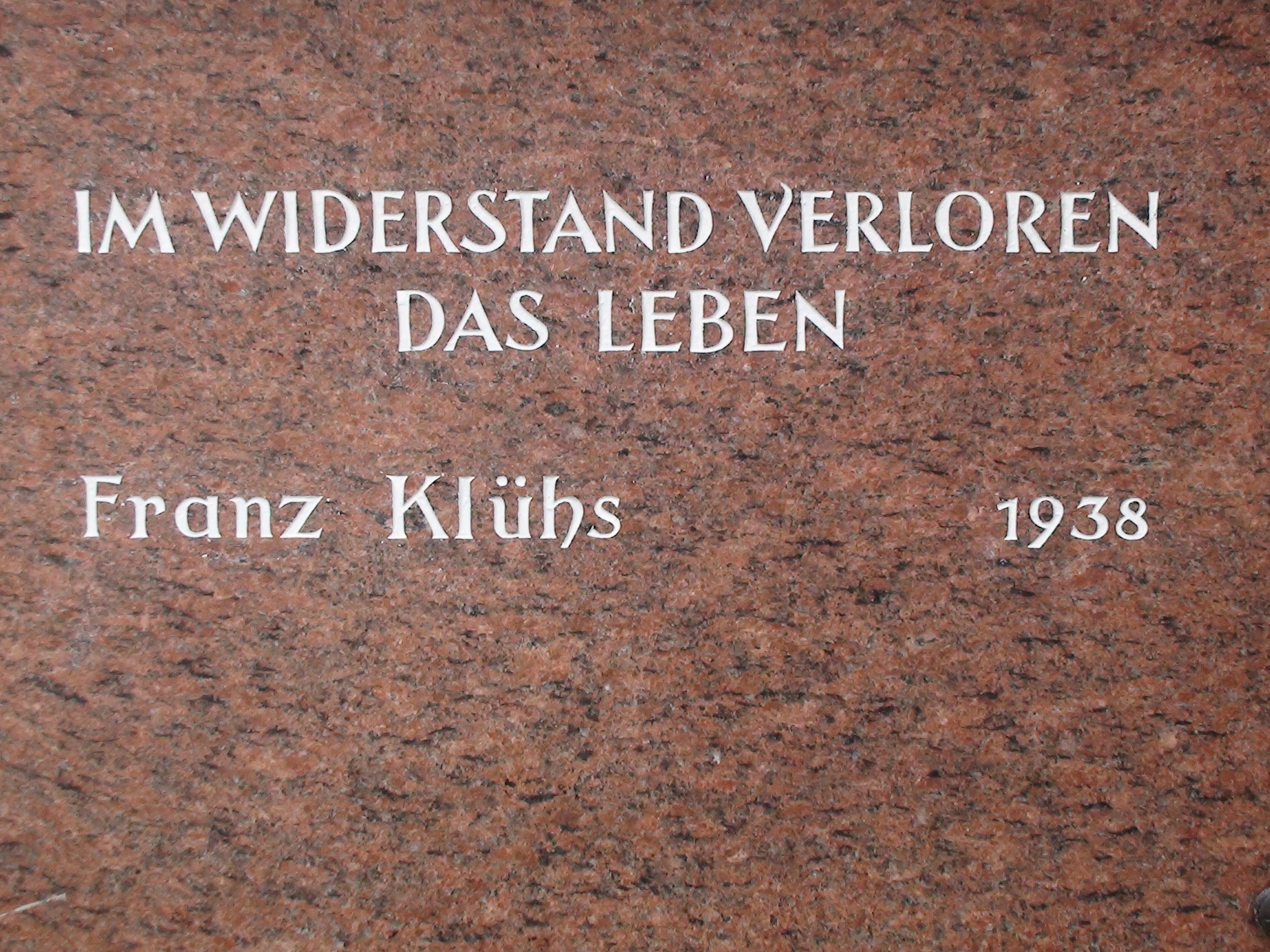
Ehrung am Eingang des Heidefriedhof

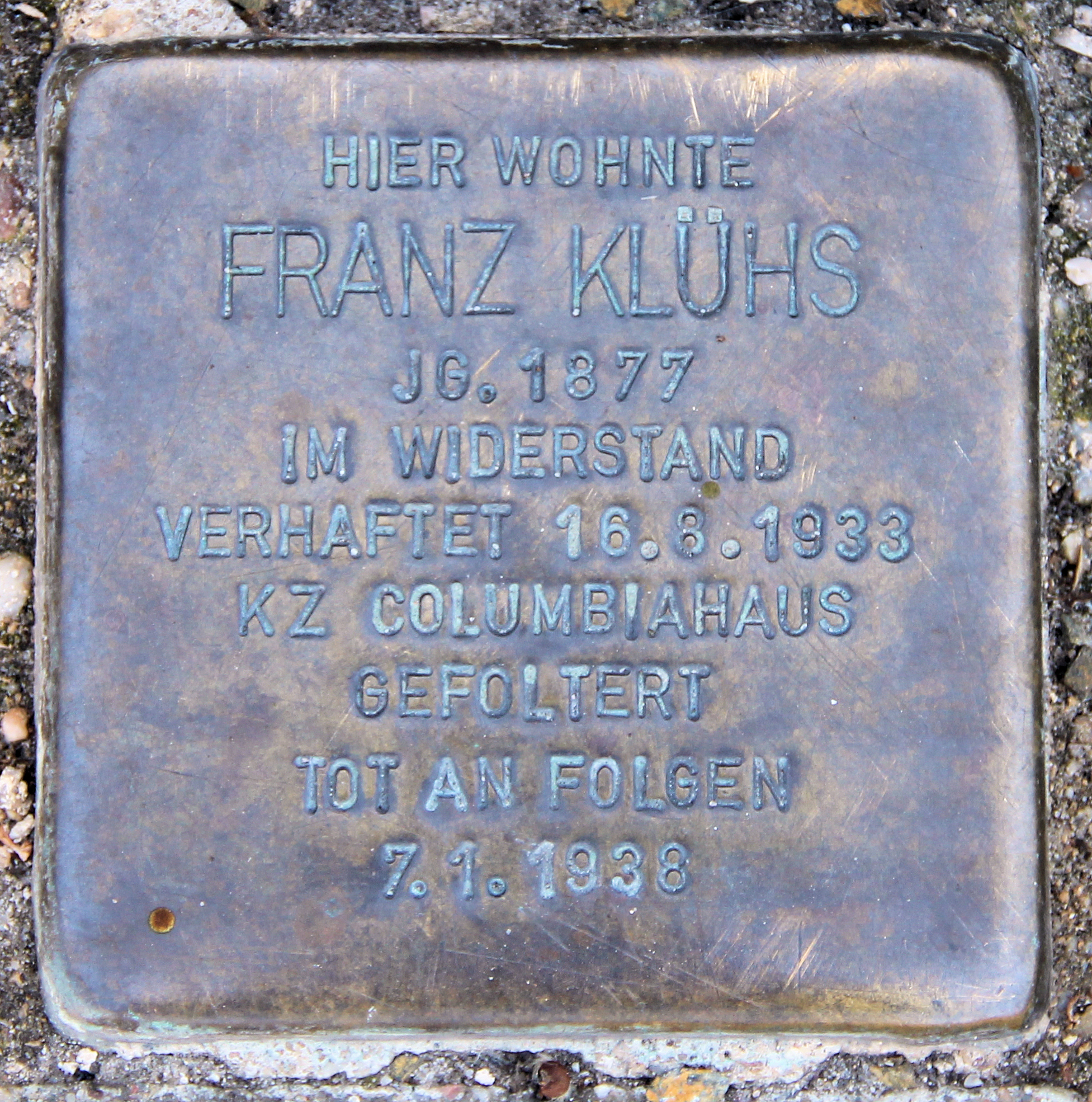
Stolperstein am Haus Kleineweg 77 in Berlin-Tempelhof

Franz Klühs (* 5. Mai 1877  in Neuenkirchen, Insel Rügen; † 7. Januar 1938 in Berlin) war ein deutscher Sozialdemokrat, Redakteur und Widerstandskämpfer gegen den Nationalsozialismus.

## Leben
Franz Klühs, Sohn eines Landbriefträgers, war verheiratet mit Gertrud Klühs (1893–1976), geborene Thape, die nach dem Zweiten Weltkrieg Mitglied der Stadtverordnetenversammlung von Groß-Berlin wurde. Das Paar hatte zwei Kinder (Alfred 1920–1968, Dörte 1928–1984) und wohnte in Berlin-Tempelhof im Kaiserkorso 102.
Nach dem Besuch der Volksschule erlernte er den Beruf des Schriftsetzers und trat 1895 in die SPD ein. Von 1900 bis 1920 war er für verschiedene sozialdemokratische Parteizeitungen als Redakteur tätig und ab 1920 als stellvertretender Chefredakteur beim SPD-Zentralorgan Vorwärts.
Nach der „Machtergreifung“ der Nationalsozialisten wurde der Vorwärts am 28. Februar 1933 beschlagnahmt und verboten, somit verlor Klühs seinen Arbeitsplatz. In ihrem Wohnhaus am Kaiserkorso richteten Klühs und seine Frau zu ihrer Existenzsicherung eine Leihbücherei aus eigenen Mitteln ein, dieses Geschäft war auch ein Treffpunkt der nun illegalen SPD.
Franz Klühs wurde nach einem Treffen der Exil-SPD in Prag am 16. August 1933 in Berlin verhaftet und in das KZ Columbia-Haus verschleppt. Er wurde dort über mehrere Wochen misshandelt, kam dann in das Polizeigefängnis am Alexanderplatz und danach in das Untersuchungsgefängnis Moabit.
Am 20. Juni 1934 fand in Leipzig sein Prozess vor dem 4. Strafsenat des Reichsgerichtes statt, er wurde wegen „Vorbereitung zum Hochverrat“ und „Verstoß gegen das Gesetz über die (verbotene) Neubildung von Parteien“ zu einer Gefängnisstrafe von zwei Jahren und neun Monaten sowie zur Zahlung der Gerichtskosten verurteilt.
Franz Klühs musste bis zum 20. Juni 1936 im Tegeler Gefängnis bleiben und wurde dann vorzeitig als kranker Mann entlassen. Er starb am 7. Januar 1938 an den Spätfolgen der in seiner Haft erlittenen Folterungen in einem Krankenhaus, am 12. Februar 1938 erwiesen ihm im Krematorium Wilmersdorf hunderte Menschen die letzte Ehre und seine Urne wurde auf dem Heidefriedhof in Berlin-Mariendorf (Feld K IV 172) beigesetzt.

## Ehrungen

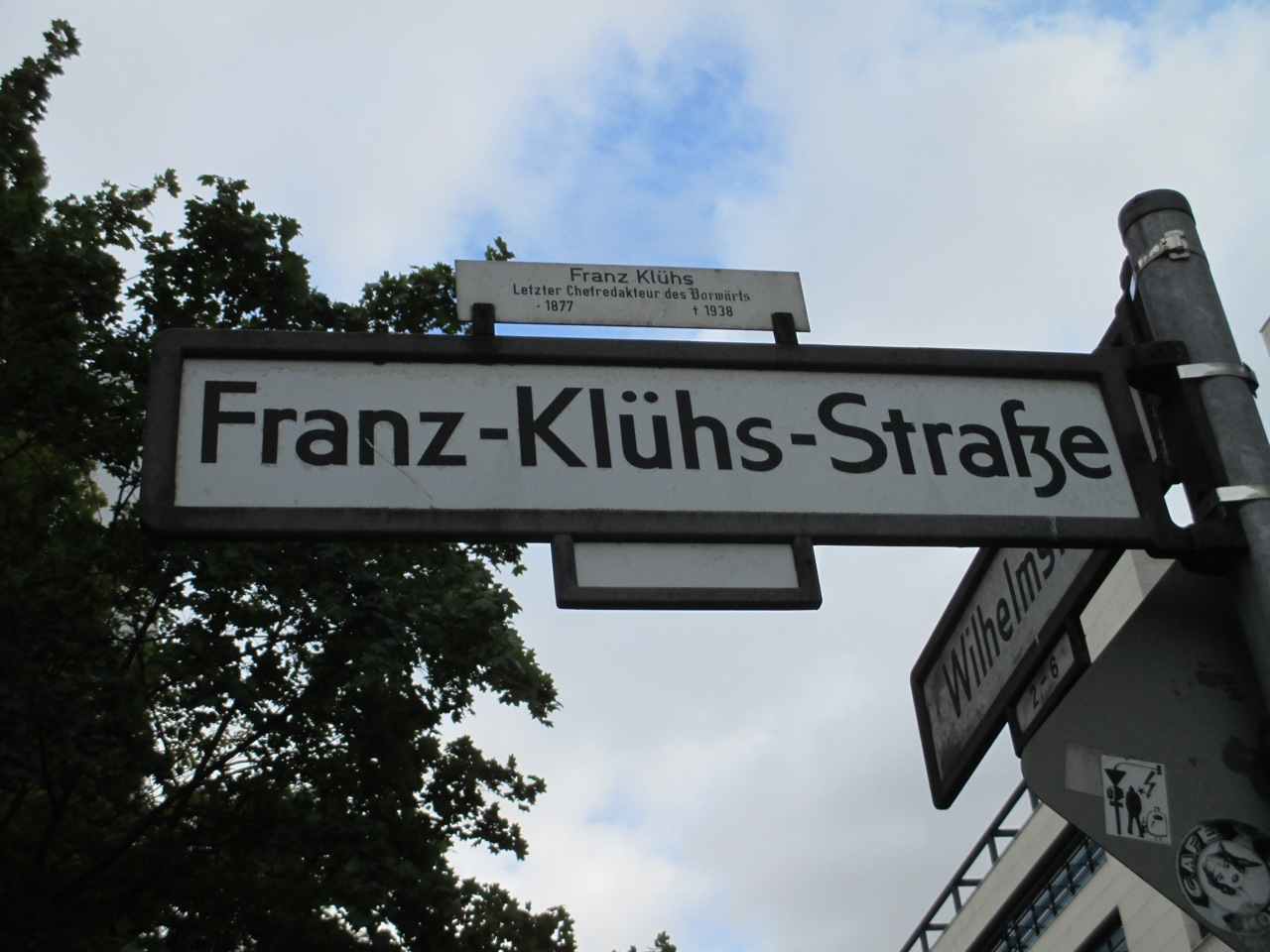
Berliner Straßenschild der Franz-Klühs-Straße mit Widmung in Berlin-Kreuzberg

- In Berlin-Kreuzberg wurde Klühs am 10. Dezember 1971 durch die Franz-Klühs-Straße[2] geehrt, in unmittelbarer Nähe des früheren „Vorwärts“-Gebäudes in der Lindenstraße.
- Die Initiative Stolpersteine an der B 96 verlegte 2009 einen Stolperstein[3] vor dem ehemaligen Wohnhaus von Klühs im Kaiserkorso 102 (heute Kleineweg 77) in Berlin-Tempelhof.